# ماديسون (فيرجينيا الغربية)
ماديسون (بالإنجليزية: Madison, West Virginia) هي مدينة تقع في الولايات المتحدة في Boone County. يقدر عدد سكانها بـ 3,076 نسمة ومساحتها 18.31 كم2 وترتفع عن سطح البحر 214 متر.

## التركيبة السكانية
قام مكتب تعداد الولايات المتحدة بتحديد بيانات التركيبة السكانية لماديسون في تعداد الولايات المتحدة. في ما يلي، التركيبة السكانية حسب تعدادي 2000 و2010.

### تعداد عام 2000
بلغ عدد سكان ماديسون 2,677 نسمة بحسب تعداد عام 2000، وبلغ عدد الأسر 1,191 أسرة وعدد العائلات 783 عائلة مقيمة في المدينة. في حين سجلت الكثافة السكانية 479.1 نسمة لكل ميل مربع (185.0/كم2). وبلغ عدد الوحدات السكنية 1,319 وحدة بمتوسط كثافة قدره 236.1 نسمة لكل ميل مربع (91.2/كم2).
وتوزع التركيب العرقي للمدينة بنسبة 94.81% من البيض و 0.04% من الأمريكيين الأصليين و 0.41% من الأمريكيين ذوي الأصول الآسيوية و 4.18% من الأمريكيين الأفارقة و 0.49% من عرقين مختلطين أو أكثر.
بلغ عدد الأسر 1,191 أسرة كانت نسبة 25.4% منها لديها أطفال تحت سن الثامنة عشر تعيش معهم، وبلغت نسبة الأزواج القاطنين مع بعضهم البعض 50.9% من أصل المجموع الكلي للأسر، ونسبة 12.0% من الأسر كان لديها معيلات من الإناث دون وجود شريك، وكانت نسبة 34.2% من غير العائلات. تألفت نسبة 31.7% من أصل جميع الأسر من أفراد ونسبة 12.8% كانوا يعيش معهم شخص وحيد يبلغ من العمر 65 عاماً فما فوق. وبلغ متوسط حجم الأسرة المعيشية 2.79، أما متوسط حجم العائلات فبلغ 2.24.
بلغ العمر الوسطي للسكان 44 عاماً. وكانت نسبة 20.7% من القاطنين تحت سن الثامنة عشر، وكانت نسبة 7.2% بين الثامنة عشر والأربعة وعشرون عاماً، ونسبة 24.5% كانت واقعةً في الفئة العمرية ما بين الخامسة والعشرون حتى والأربعة وأربعون عاماً، ونسبة 30.1% كانت ما بين الخامسة والأربعون حتى الرابعة والستون، ونسبة 17.5% كانت ضمن فئة الخامسة والستون عاماً فما فوق. يوجد لكل 100 أنثى 84.4 ذكر، ويوجد لكل 100 أنثى في الثامنة عشر من عمرها فما فوق 81.5 ذكر.
بلغ متوسط دخل الأسرة في المدينة 29,911 دولار، أما متوسط دخل العائلة فبلغ 37,232 دولار. وكان متوسط دخل الذكور 31,389 دولار مقابل 23,160 دولار للإناث. وسجل دخل الفرد الخاص بالمدينة 18,309 دولار. وكانت نسبة 18.2% من العائلات ونسبة 21.4% من السكان تحت خط الفقر، وكان من هؤلاء نسبة 31.8% تحت سن الثامنة عشر ونسبة 11.7% في الخامسة والستين من العمر وما فوق.

### تعداد عام 2010
بلغ عدد سكان ماديسون 3,076 نسمة بحسب تعداد عام 2010، وبلغ عدد الأسر 1,299 أسرة وعدد العائلات 881 عائلة مقيمة في المدينة. في حين سجلت الكثافة السكانية 438.8 نسمة لكل ميل مربع (169.4/كم2). وبلغ عدد الوحدات السكنية 1,428 وحدة بمتوسط كثافة قدره 203.7 لكل ميل مربع (78.6/كم2).
وتوزع التركيب العرقي للمدينة بنسبة 96.3% من البيض و 0.4% من الأمريكيين ذوي الأصول الآسيوية و 2.3% من الأمريكيين الأفارقة و 0.4% من عرقين مختلطين أو أكثر.
بلغ عدد الأسر 1,299 أسرة كانت نسبة 29.9% منها لديها أطفال تحت سن الثامنة عشر تعيش معهم، وبلغت نسبة الأزواج القاطنين مع بعضهم البعض 51.7% من أصل المجموع الكلي للأسر، ونسبة 11.5% من الأسر كان لديها معيلات من الإناث دون وجود شريك، بينما كانت نسبة 4.6% من الأسر لديها معيلون من الذكور دون وجود شريكة وكانت نسبة 32.2% من غير العائلات. تألفت نسبة 28.2% من أصل جميع الأسر من أفراد ونسبة 12.7% كانوا يعيش معهم شخص وحيد يبلغ من العمر 65 عاماً فما فوق. وبلغ متوسط حجم الأسرة المعيشية 2.86، أما متوسط حجم العائلات فبلغ 2.36.
بلغ العمر الوسطي للسكان 42.1 عاماً. وكانت نسبة 21.2% من القاطنين تحت سن الثامنة عشر، وكانت نسبة 7.8% بين الثامنة عشر والأربعة وعشرون عاماً، ونسبة 24.6% كانت واقعةً في الفئة العمرية ما بين الخامسة والعشرون حتى والأربعة وأربعون عاماً، ونسبة 30.4% كانت ما بين الخامسة والأربعون حتى الرابعة والستون، ونسبة 16% كانت ضمن فئة الخامسة والستون عاماً فما فوق. وتوزع التركيب الجنسي للسكان بنسبة 48.2% ذكور و51.8% إناث.